# Zuolan
Zuolan (kinesiska: 左岚) är en socken i sydvästra Kina. Den ligger i Chengkou härad i storstadsområdet Chongqing,   omkring 340 kilometer nordost om det centrala stadsdistriktet Yuzhong. Antalet invånare är 4 968. Befolkningen består av 2 534 kvinnor och 2 434 män. Barn under 15 år utgör 28,0 %, vuxna 15-64 år 60 %, och äldre över 65 år 10,0 %.